# Chris Hirson
Christopher „Chris“ Hirson (* 20. Dezember 1956 in New York City) ist ein amerikanischer Saxophonist und Flötist des Modern Jazz.
Hirson wurde am Hunter College ausgebildet. Seit Anfang der 1980er Jahre lebt er in Europa, wo er überwiegend mit eigenen Gruppen arbeitet. Dabei stand zunächst das Duo mit Gitarrist Geoff Goodman im Zentrum, das auf mehreren Platten dokumentiert ist und auf internationalen Festivals (Montreux Jazz Festival, Leverkusener und Leipziger Jazztage) aufgetreten ist. Dieses Duo wurde bis 2001 teilweise zum Quartett erweitert. Mit Mikesch van Grümmer spielte er 1992 das Album „Clubmusik“ ein. Weiterhin arbeitete er mit Ack van Rooyen, Jiggs Whigham, Marty Cook, Larry Porter und Walter Bittner sowie im Duo mit Richie Beirach. Derzeit ist er mit seinem Quintett Seta Tunes (mit Sängerin Mithila Motaleb, Pianist Carsten Daerr, Oliver Potratz am Kontrabass und Sebastian Merk am Schlagzeug) tätig. Daneben arbeitet Hirson auch mit Tanzgruppen. Er komponiert zudem für den Film.

## Diskographische Hinweise
- Hirson & Goodman mit Geoff Goodman 1987
- Paint It Blue mit Geoff Goodman 1992
- Before & After, mit Geoff Goodman, 1992
- Nudism mit Geoff Goodman, Henning Sieverts, Peter Perfido, 1994
- Human Lives mit Geoff Goodman, 1996
- On The Offshore mit Girisha Fernando und Kilian Buehler, 1997
- Magia ke Miseria mit Misery Loves Company, Geoff Goodman, Chris Hirson, Sylvia Kapernaros, Sakis Stratopoulos, Alex Haas, Shankar Lal, Tobias Ott, 1998
- Seta Tunes: Trivial Things mit Mithila Motaleb, Carsten Daerr, Oliver Potratz, Sebastian Merk, 2008

## Lexigraphische Einträge
- Martin Kunzler: Jazz-Lexikon. Band 1: A–L (= rororo-Sachbuch. Bd. 16512). 2. Auflage. Rowohlt, Reinbek bei Hamburg 2004, ISBN 3-499-16512-0.